# Raków (Warszawa)
Raków – dawna wieś, współcześnie osiedle i obszar MSI w dzielnicy Włochy w Warszawie.

## Położenie
Osiedle znajduje się w północnej części dzielnicy Włochy i graniczy z osiedlami:
- Wiktoryn w dzielnicy Włochy,
- Szczęśliwice w dzielnicy Ochota,
- Okęcie w dzielnicy Włochy,
- Jadwisin w obrębie Okęcia,
- Zbarż w dzielnicy Włochy.

Obszar MSI Raków nie pokrywa się z historycznym zasięgiem wsi Raków, która leżała także na obszarze współcześnie uznawanym za część Okęcia. Oprócz części tradycyjnego Rakowa obejmuje tereny dawnej Kolonii Raków oraz fragment dawnej wsi Szczęśliwice i początkowo nosił nazwę Szczęśliwice, podobnie jak obszar na terenie Ochoty. Podzielony jest na dwa obszary: Raków i Raków-Szczęśliwice, których granicą jest ulica Bakalarska i jej przedłużenie do ulicy Zagadki. Jego północno-wschodnia granica jest granicą dzielnicy i biegnie wzdłuż torów kolei radomskiej od Alej Jerozolimskich do alei Krakowskiej. Granica południowo-wschodnia biegnie aleją Krakowską do ulicy Łopuszańskiej, następnie ulicą Flisa do ulicy Krakowiaków. Południowo-zachodnia granica biegnie ulicą Krakowiaków od ulicy Flisa prawie do ulicy Działkowej. Granica północno-zachodnia biegnie między ulicą Działkową a Przedpolem, linią WKD nr 47, ulicą Pryzmaty, ulicą Popularną, pomiędzy ulicą Wiktoryn a Alejami Jerozolimskimi i ulicą Wiktoryn do Alej Jerozolimskich. Od wschodu i południa graniczy z obszarem Okęcie (podobszary Kolonia Rakowiec, Jadwisin, Kolonia Okęcinek, Okęcie), od zachodu z obszarami Salomea i Stare Włochy (podobszary Wiktoryn i Budki Szczęśliwickie), od północy z obszarem Szczęśliwice.
Ponadto w ramach obszaru MSI Okęcie wyróżniany jest obszar Raków (Okęcie Raków) ograniczony ulicami: Komitetu Obrony Robotników, Sekundową i Krakowską. Obszar ten nie sąsiaduje bezpośrednio z obszarem MSI Raków.
Raków jest częścią miasta o identyfikatorze SIMC 0918749.

## Historia
Pierwsze wzmianki o miejscowości pochodzą z 1231, kiedy rycerz Gotard dostał od Konrada mazowieckiego wieś Rakowo. Ten sam rycerz później otrzymał Służew, gdzie powstała parafia, co przyczyniło się do utrwalenia związków miejscowości leżących w pobliżu Sadurki. Kilkadziesiąt lat później z Rakowa wyodrębniła się osada Rakowiec, a później Okęcie. Wśród potomków Gotarda była rodzina Rakowskich, szlachty utrzymującej z pracy na roli. Wieś lokował Bolesław IV warszawski w 1447 na prawie chełmińskim. 
W 1528 wieś liczyła 6 łanów powierzchni. Po okresie posiadania przez Rakowskich wieś należała do różnych rodów. Wśród jej właścicieli byli Stanisław Warszycki czy Antoni Łabęcki. 
W czasach I Rzeczypospolitej Raków wchodził w skład dóbr ziemskich o zmiennym składzie. Przykładowo, pod koniec XVIII wieku wchodził w skład dóbr Arnolda Anastazego Byszewskiego wraz z Okęciem, Załuskami, Opaczą i Michałowicami. Okolice te ucierpiały w czasie powstania kościuszkowskiego, przy czym według danych z 1827 Raków liczył 185 mieszkańców, a więc więcej niż okoliczne wsie, z wyjątkiem Solips. W tym czasie na pograniczu Rakowa i Szczęśliwic powstała osada Zosin. Rozwój obu największych miejscowości okolic – Solips i Rakowa – został zahamowany przez władze carskie, które przystąpiły do budowy Twierdzy Warszawskiej (forty V i VI). Jednocześnie rozwijały się Włochy i Okęcie. Z czasem Okęcie rozrastało się, a wobec zablokowania rozwoju Rakowa, w XIX wieku zdominowało go. 
W dwudziestoleciu międzywojennym Raków włączono do Okęcia, z wyjątkiem położonej na zachodnim krańcu osady Raków Kolonia. W okresie tym Raków należał do gminy Skorosze. W 1923 przez wschodnią część Rakowa, Szosą Krakowską, poprowadzono linię tramwajową do nowo powstających zakładów lotniczych Škody. 1927 pomiędzy Rakowem a Wiktorynem poprowadzono linię Elektrycznych Kolei Dojazdowych prowadzącą do Grodziska Mazowieckiego. W 1936 Raków przeszedł z parafii służewskiej do nowo erygowanej parafii św. Franciszka z Asyżu na Okęciu. W 1939 wyodrębniono gminę Okęcie, w skład której jako odrębne sołectwo wchodził Raków-Kolonia, natomiast Raków był już wchłonięty przez Okęcie, przez co nowo powstające na terenie dotychczasowego Rakowa obiekty przemysłu transportowego były już określane jako leżące w Okęciu. Od tego czasu Raków dzieli historię z Okęciem, wchodząc od 1951 w skład Warszawy.